# Eric De Vocht
Eric De Vocht (Ukkel, 31 augustus 1944) is een Belgisch architect, ondernemer en vastgoedontwikkelaar.

## Levensloop
Eric De Vocht is een zoon van Maurice De Vocht, architect, kunstschilder en medestichter van het Middelheimmuseum. Hij studeerde af als architect en richtte het bureau Borealis op. Hij nam in 1995 het failliete metaalverwerkende bedrijf Chamebel over. Een van de twee vennootschappen waarmee hij de overname realiseerde was Belinvest, dat hij in 1985 oprichtte en gecontroleerd werd door de vastgoedgroep Cofinimmo. Zelf controleerde hij meer dan 5% van Cofinimmo.
Hij richtte in 1997 samen met Jan Lisman Robelco op en ontwikkelde er grootschalige projecten mee. Vervolgens richtte hij de holding Inter Real Estate Trusty (IRET) op, waarmee hij ook diverse projecten realiseerde: een aantal kantoorgebouwen in de omgeving van de luchthaven van Zaventem en de Europese wijk, de renovatie van de Ravensteingalerij in Brussel, de nieuwe hoofdzetel van Alcatel in Antwerpen en het gebouw van Tour & Taxis in Brussel. In 2015-2016 realiseerde hij samen met Samuel Engelstein het winkelcentrum Rive Gauche in Charleroi, dat in 2018 voor 300 miljoen euro aan CBRE Global Investors werd verkocht. In 2024 kocht hij het Ferrarisgebouw in Brussel van de Vlaamse overheid.

### Antwerpen
In 2019 kocht hij het Hiltonhotel op de Antwerpse Groenplaats.
In 2020 kocht AG Real Estate het kantorencomplex Post X aan het station Antwerpen-Berchem dat door De Vocht werd opgeleverd voor 270 miljoen euro, de grootste Antwerpse vastgoedtransactie ooit.
In 2020 was hij kandidaat om de Boerentoren te kopen, maar uiteindelijk kocht Fernand Huts het iconische gebouw. In 2025 tekende De Vocht beroep aan tegen de sloopvergunning die Huts zou toelaten de bovenste drie verdiepingen van de toren af te breken en het KBC-logo te verwijderen.
In 2022 opende hij het vijfsterrenhotel Botanic Sanctuary Antwerp en kocht hij het winkelcentrum Grand Bazar Antwerp van de Franse verzekeraar AXA.